# Barylypa leviensis
Barylypa leviensis là một loài tò vò trong họ Ichneumonidae.